# ルツェルン湖
ルツェルン湖（Vierwaldstättersee、フィアヴァルトシュテッテ湖）は、スイスの中央に位置する湖で、同国で4番目に大きい。湖岸にはルツェルン、ブオッシュ、エネットビュルゲン、フィッツナウ、ヴェッギス、キュスナハトなどの都市や町がある。
ドイツ語名のVierwaldstätterseeとは、「4つの森の州(カントン)の湖」の意味で、ルツェルン州、ウーリ州、シュヴィーツ州、ウンターヴァルデン（現在はオプヴァルデン準州とニトヴァルデン準州に分かれ、両準州とも湖に面している）の4つのカントンに面しているための名称である。

## 地理

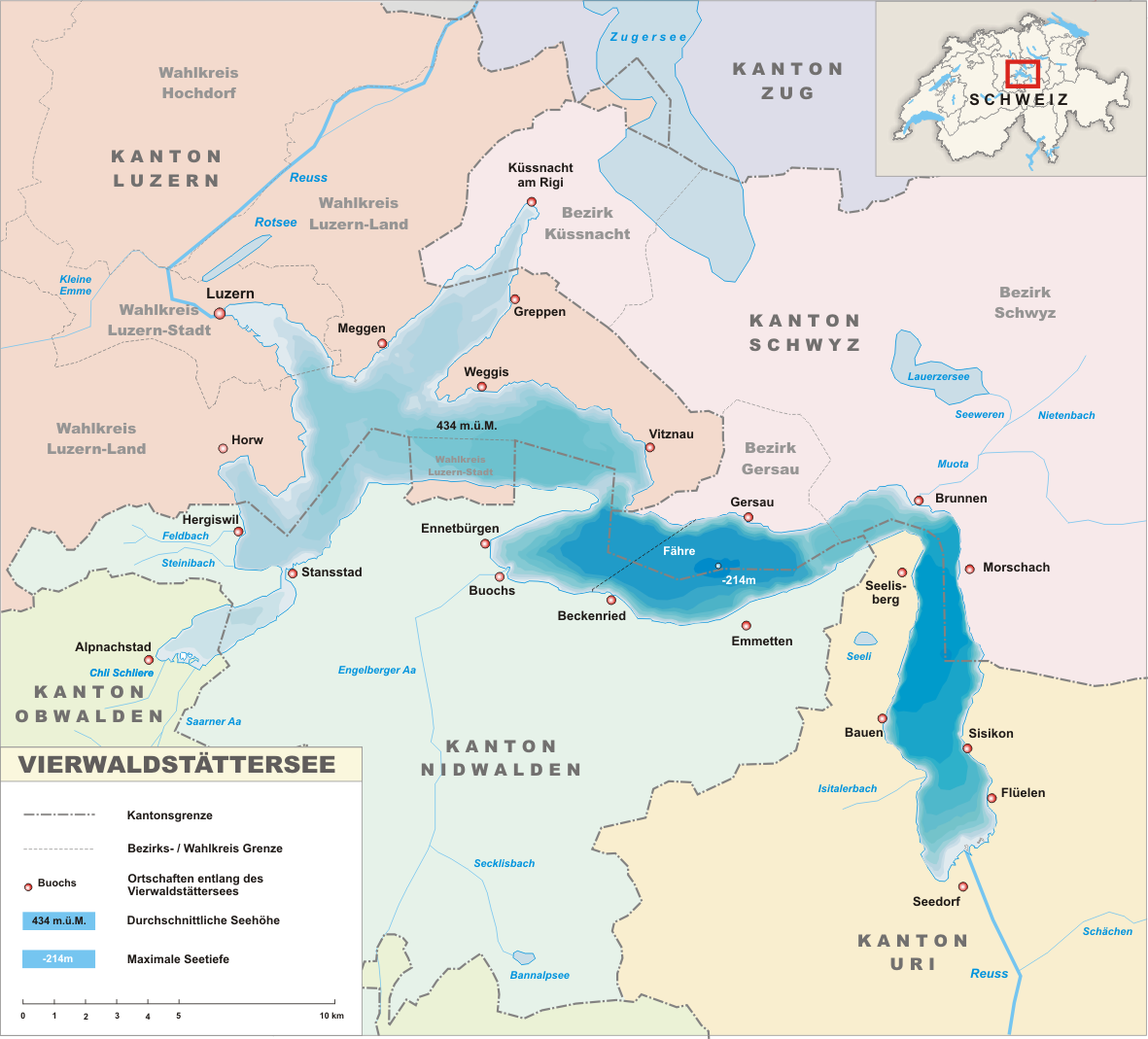

湖は複雑に入り組んでおり、多くの湖岸から急斜面が、湖面から1500mの高さまで続いている。そのため、リギ山 (en:Rigi) やピラトゥス山などを含め、風光明媚な景色が多く存在する。ロイス川がウーリ州のen:Flüelen付近で湖に流入し、ルツェルンで流出する。